# Sound Affects
Albums de The Jam
Setting Sons
(1979) The Gift
(1982)
Sound Affects est le cinquième album de The Jam, sorti en 1980.

## L'album
Il suit Setting Sons dont deux titres avaient été numéro 1 au Royaume-Uni mais ne reçoit pas le même accueil. Q magazine le place au quinzième rang de son classement des 40 meilleurs albums des années 1980. Il fait partie des 1001 Albums You Must Hear Before You Die.

### Titres
Tous les titres sont de Paul Weller (sauf mention).
1. Pretty Green (2:37)
2. Monday (3:02)
3. But I'm Different Now (1:52)
4. Set the House Ablaze (5:03)
5. Start! (2:33)
6. That's Entertainment (3:38)
7. Dream Time (3:54)
8. Man in the Corner Shop (3:12)
9. Music for the Last Couple (Rick Buckler, Bruce Foxton, Paul Weller) (3:45)
10. Boy About Town (2:00)
11. Scrape Away (3:59)

### Musiciens
- Paul Weller : voix, guitare
- Bruce Foxton : basse, voix
- Rick Buckler : batterie, percussions